# Il Circolo Swedenborg
Il Circolo Swedenborg è un romanzo dell'autore italiano Carlo Sgorlon, uscito postumo nel 2010.

## Trama
Ermete Lunati Eudòxios, figlio illegittimo di un ricchissimo armatore greco e della sua allora segretaria italiana, dopo l'esame di maturità parte dalla sua città natale di Salonicco per iscriversi all'Accademia navale di Livorno, dove consegue il grado di sottotenente di vascello. Tuttavia, dopo il diploma, anziché imbarcarsi su uno dei mercantili del padre preferisce prendere servizio su un transatlantico italiano, il Liguria.
Durante la crociera inaugurale, Ermete si accorge di un incendio scoppiato a bordo e il suo intervento scongiura danni di gran lunga maggiori. La nave fa sosta per le riparazioni a Costanza, sulla costa romena del Mar Nero; mentre Ermete fa il turista in attesa di ripartire, incontra Octavia, una giovane romena, figlia di un postino di Tecuci, che sta conducendo una ricerca sul movimento ereticale medievale dei bogumili. Quando cenano insieme in un ristorante, Ermete si rende conto di essere stato derubato e deve dipendere da Octavia per il resto della sua permanenza in Romania. S'installa nell'alloggio di lei a Galati, dove studia, e vive con lei more uxorio. Prima di reimbarcarsi sul Liguria, legge su un giornale della scomparsa di suo padre Zenone, morto in un incidente stradale con la moglie; torna perciò di corsa a Salonicco e lì apprende che assieme a suo padre non c'era Dora, la moglie legittima, ma sua madre Marianna. Eredita un immenso patrimonio che però non si sente di gestire in prima persona, preferendo goderne le rendite. Sbrigate tutte le formalità, torna in Romania per ritrovare Octavia, ma i suoi genitori l'informano che è emigrata in Italia per cercare lavoro.
Ermete si stabilisce allora nel paese dei propri avi materni, in una città del Nord Est, dove apprende che Octavia prima ha cercato senza successo di vendere i quadri di suo padre, pittore dilettante, poi ha fatto per un certo periodo l'accompagnatrice di uomini e infine si è messa a lavorare come camionista. La ritrova durante una sosta in un'area di servizio in autostrada; accetta di tornare con lui, ma non prima di aver consegnato il carico del camion.
Una sera, durante una passeggiata, si accorgono di essere seguiti da un gruppo di teppisti con cattive intenzioni; per sfuggire loro entrano in un convento e prendono d'impeto la decisione di far celebrare subito il loro matrimonio, adducendo uno stato di necessità. I monaci, dopo essersi consultati, acconsentono. Avendo appreso che il convento è destinato ad essere chiuso, Ermete lo acquista e ne fa la sua nuova residenza, invitando ad abitarci anche i suoi suoceri romeni.
Nei pressi si trova una cartiera il cui proprietario, Teodoro Cadorin, ha dei seri problemi finanziari. Ermete s'interessa della cosa e s'offre d'aiutarlo, ma ciò suscita sospetti negli operai, e in particolare nel sindacalista Vito Morgante. Per mettere a tacere le insinuazioni, Ermete decide allora di acquistare la cartiera, lasciando che Teodoro continui a dirigerla, dato che non si sente portato per l'imprenditoria e preferisce approfondire le sue conoscenze in metafisica, antropologia e cosmologia, mentre Octavia cerca invano di far pubblicare il suo lavoro sui bogumili. Questa si lega d'amicizia con Sabina, l'erede di una vasta tenuta vitivinicola che sostiene di avere doti di sensitiva; con lei e il secondo marito, lo svedese Gustav, Ermete e Octavia fondano una sorta di "salotto teosofico", al quale danno il nome di Circolo Swedenborg, che come prima iniziativa decide di pubblicare un lunario organizzato in 13 mesi di 28 giorni, che va a ruba. Il successo ottenuto dà a Ermete l'idea di pubblicare una rivista bimestrale, intitolata Arcana Mundi, che fa parlare di sé a livello nazionale e oltre, a causa della sua impostazione spiritualista e anti-materialista, attirando le critiche di Ivan Predossi, direttore prima della rivista culturale Helvetius poi di uno dei più importanti quotidiani italiani.
Le facoltà medianiche di Sabina divengono di dominio pubblico quando, grazie a una premonizione, salva dall'intossicazione da monossido di carbonio una famiglia di zingari in una roulotte. Vengono poi utilizzate nuovamente per ritrovare il corpo di Teodoro, che si era allontanato da casa e gettato in un lago dopo l'ennesima delusione d'amore. Tuttavia, il processo intentato per riscuotere il premio da un miliardo di lire promosso da un'associazione scettica sul paranormale non va a buon fine.
Una sera, Ermete vede le fiamme uscire dalla parte dell'ex abbazia in cui ha sede la redazione della rivista. Arriva subito un camion di pompieri, che non gli ispirano grande fiducia; questi spengono l'incendio ma lasciano i locali allagati, e solo un'idea di Arcibald, il traduttore in inglese, riesce a far defluire l'acqua evitando danni peggiori. La locale caserma dei vigili del fuoco nega di aver ricevuto alcuna chiamata, così Ermete si convincere che ad appiccare il fuoco e a improvvisarsi pompieri siano stati gli stessi balordi che da qualche tempo imperversano in città. Dopo l'atto vandalico, tutti credono che per Arcana Mundi sia calato definitivamente il sipario, ma Ermete, dopo aver fatto restaurare i locali, fa approntare un capannone perché diventi la sede di una nuova casa editrice, chiamata come la rivista, che mostra a un ammirato Predossi. Tra i primi testi pubblicati c'è il saggio di Octavia.

## Personaggi
Ermete Lunati Eudòxios
Il protagonista del romanzo, di padre greco e madre italiana.
Zenone Eudoxiòs
Ricchissimo armatore greco, padre di Ermete.
Marianna Lunati
Madre di Ermete. Quando lavorava come segretaria particolare di Zenone, ha acconsentito al suo desiderio di avere un erede da lei, data la sterilità di sua moglie. Negli anni successivi vive a Salonicco col figlio.
Octavia Eminescu
Giovane romena, studiosa di storia medievale che diventa prima l'amante e poi la moglie di Ermete.
Agrippa Eminescu
Padre di Octavia. Postino nella cittadina romena di Tecuci, e pittore di genere naïf. Dopo essere andato in pensione si trasferisce con la moglie in Italia presso Octavia ed Ermete.
Drusilla
Moglie di Agrippa e madre di Octavia.
Teodoro Cadorin
"Il proprietario della cartiera era un signore che si faceva subito notare. Capelli grigi, ispidi e setolosi, tagliati a spazzola, occhiali tondi con la montatura di metallo. Quando la sua andatura si faceva più veloce ci si accorgeva che era un po' zoppo, o che aveva una gamba rigida, oppure un piede caprino, coperto fino alla caviglia da scarpe ortopediche altissime, di cuoio verde. Emanava un forte odore di tabacco. Era scapolo".
Vito Morgante
"Il capo operaio che nella cartiera aveva i maggiori rapporti con i sindacati". Inizialmente è molto diffidente nei confronti di Ermete, ma il suo atteggiamento si ammorbidisce dopo che ne ha fatto la conoscenza. Prende una sbandata per una giovane di nome Belinda: per lei cambia lavoro, mettendosi a lavorare come assicuratore, abbandona la moglie Elisa e affitta un appartamento per loro due, ma a causa delle spese eccessive si mette nei guai con un usuraio (dai quali viene salvato grazie all'interessamento di Ermete e ai poteri di Sabina) e la convivenza va a rotoli. Torna ad abitare con la moglie, prima come separati in casa, poi ricomponendo il matrimonio. Dopo il suicidio di Teodoro diventa il direttore della cartiera.
Elisa
Moglie di Vito. Nel periodo in cui è separata dal marito inizia a frequentare il Circolo Swedenborg.
Belinda
Amante di Vito. Per non aggravare le sue difficoltà economiche, dopo essere rimasta incinta di lui abortisce. Si pente poi dell'azione e tenta il suicidio.
Sabina
Giovane vedova di un proprietario di vigneti e produttore di vino, rimasta erede delle proprietà del marito. Si risposa con Gustav, imprenditore dello stesso ramo. Fa la conoscenza di Octavia all'università "La Sapienza" di Roma, dandole l'impressione di essere la modella per la Sibilla Libica ritratta da Michelangelo nella cappella Sistina.
Gustav
Svedese trapiantato in Italia, marito di Sabina. È lui a suggerire il nome di "Circolo Swedenborg" per il loro sodalizio, in onore del mistico settecentesco suo connazionale.
Van Littermann
Altro membro del Circolo Swedenborg.
Attilia
Direttrice della rivista Arcana Mundi, già oggetto delle attenzioni galanti di Teodoro.
Arcibald
Giovane triestino di madre inglese, che traduce gli articoli di Arcana Mundi per l'edizione internazionale. Si sposa con un'armena di Venezia.
Diego Rodrigo Cabrál
Professore ecuadoregno, che vince un viaggio con soggiorno presso la sede di Arcana Mundi come premio di un concorso organizzato dalla rivista. Viene ben accolto dal Circolo Swedenborg, ma i suoi infruttuosi tentativi di corteggiamento finiscono per venire a noia alle donne del gruppo. Per sdebitarsi, prima di partire consegna diversi articoli da pubblicare sulla rivista.

## Edizioni
- Carlo Sgorlon, Il Circolo Swedenborg, collana Scrittori italiani e stranieri, Milano, Mondadori, 2010, ISBN 978-88-04-59525-0.